# UFC 307
UFC 307: Pereira vs. Rountree Jr. fue un evento de artes marciales mixtas producido por Ultimate Fighting Championship que se llevó a cabo el 5 de octubre de 2024, en el Delta Center en Salt Lake City, Utah, Estados Unidos.

## Antecedentes
El evento marcó la cuarta visita de la promoción a Utah y la primera desde UFC 291 en julio de 2023.
Una pelea por el Campeonato Mundial de Peso Semipesado de UFC entre el actual campeón Alex Pereira y Khalil Rountree Jr. está programada para encabezar el evento.
Una pelea por el Campeonato Mundial de Peso Gallo Femenino de UFC entre la actual campeona Raquel Pennington y la ex-campeona (además de ganadora del torneo de peso gallo femenino de The Ultimate Fighter: Team Rousey vs. Team Tate) Julianna Peña.

## Resultados
1. ↑  Por el Campeonato Mundial de Peso Semipesado de UFC.
2. ↑  Por el Campeonato Mundial de Peso Gallo Femenino de UFC.

## Bonificaciones
Los siguientes peleadores recibieron bonos de $50.000.
- Pelea de la Noche: Alex Pereira vs. Khalil Rountree jr.
- Actuación de la Noche: Joaquin Buckley y Ryan Spann